# الصباح (صحيفة كويتية)
جريدة الصباح هي صحيفة يومية تصدر في الكويت. كما أنها تمتلك قناة تلفزيونية، مقرها في مدينة الجهراء.

## طالع أيضًا
- قائمة الصحف في الكويت

## روابط خارجية
- الموقع الرسمي